# Oleg Tsariov
Oleg Anatolevitx Tsariov (en rus: Оле́г Анато́льевич Царёв) (nascut el 2 de juny de 1970) és un home de negocis de Dnepropetrovsk i el diputat del Poble d'Ucraïna triat pel Partit de les Regions (però expulsat d'aquest partit el 7 d'abril de 2014).

## Vida familiar
Tsariov es va graduar en l'Institut de Moscou d'Enginyeria Física el 1992 amb un grau en enginyeria i física. Tsarov està casat i té una filla adolescent i el seu fill, que estudien en el Regne Unit i una filla menor.

## Carrera empresarial
Tsariov va començar la seva carrera el 1992 com a enginyer per a la preparació de la producció en "Avteks" (Автекс), una petita empresa especialitzada en Dnepropetrovsk. Després, el 1993 es va convertir en cap de l'empresa ucraïnesa de segur financer "Confiança" (Доверие). Després de sortir de Confiança el 1995, va ocupar una sèrie de càrrecs d'alt nivell en el centre d'ordinadors de Dnepropetrovsk (Днепропетровский компьютерный центр), una companyia anomenada Silicon Valley (Кремниевая долина), i després en la fàbrica de paper de Dnepropetrovsk (Днепропетровская бумажная фабрика).
La seva companyia "Dneprobuminvest" va fer fallida al març de 2014.

## Carrera política
Tsariov es va convertir Adjunt del Poble d'Ucraïna (народний депутат України) en 2002. En 2005 es va convertir en cap de la branca regional de Dnepropetrovsk del Partit de les Regions. En 2006, es va convertir en diputat del Poble d'Ucraïna per al partit de les Regions.
Tsariov va ser candidat acte-nominat en les eleccions presidencials ucraïneses de 2014. El 29 de març, una convenció del Partit de les Regions va recolzar a Mykhailo Dobkin per a la seva nominació com a candidat presidencial. El 7 d'abril de 2014, el consell polític d'aquest partit va expulsar a Tsariov del partit.